# あなたがここにいてほしい (映画)
『あなたがここにいてほしい』（原題：我要我們在一起）は、2021年の中国映画。
ネットに投稿された実話小説『十年間一緒にいた彼女は、明日他人の嫁に行く』を原作にした恋愛映画で、若い男女の3650日におよぶ10年の愛を描く。

## キャスト
- リュー・チンヤン（呂欽揚）：チュー・チューシアオ
- リン・イーヤオ（凌一堯）：チャン・ジンイー
- ダーチャオ（大乔）：スン・ニン
- ジアン・チェンチェン（蒋倩倩）：チャン・ヤオ

## スタッフ
- 監督：シャー・モー
- 原作：リー・ハイボー（李海波）『與我十年長跑的女友明天要嫁人了（十年間一緒にいた彼女は、明日他人の嫁に行く）』
- プロデューサー：チェン・クォフー
- 主題歌：カレン・モク「empty world (這世界那麼多人）」
- 脚本：ワン・チーヨン、フー・ダンディ
- 撮影：リャオ・ニー
- 音楽：ポン・フェイ
- 美術監督：ワン・ホンウェイ
- 編集：マー・イーミン、チェン・チョン